# Juan Diego Alba
Pour les articles homonymes, voir Alba.
Alba  Bolívar est un nom espagnol. Le premier nom de famille, en général paternel, est Alba ; le second, en général maternel, souvent omis, est Bolívar.
Juan Diego Alba Bolívar, né le 11 septembre 1997 à Tuta (Boyacá), est un coureur cycliste colombien.

## Palmarès

### Par année
- 2018
  - 4e étape de la Vuelta a Antioquia
  - 4e étape de la Vuelta a Boyacá
- 2019
  - 6e étape du Tour d'Italie espoirs
  - 3e du Tour d'Italie espoirs
- 2022
  - 4e étape de la Vuelta a Chiriquí
- 2023
  - Clásica de Cómbita :
    - Classement général
    - Prologue

  - Tour du Costa Rica
  - 3e du Tour du Táchira
- 2024
  - 1re étape de la Clásica de Fusagasugá (contre-la-montre)
- 2025
  - 4e étape de la Vuelta Bantrab

### Classements mondiaux
| Année                                 | 2019  | 2020  | 2021  | 2022  | 2023  |
| ------------------------------------- | ----- | ----- | ----- | ----- | ----- |
| Classement mondial                    | 1425e | 1948e | 2123e | 1254e | 1188e |
| UCI America Tour                      | 202e  | 187e  | 354e  | 163e  | nc    |
|                                       |       |       |       |       |       |
| Légende : nc = non classéSource : UCI |       |       |       |       |       |